# 존 아든
존 아든(John Arden, 1930년 10월 26일~ 2012년 3월 28일)은 영국의 극작가다.
케임브리지 대학과 에든버러 대학에서 건축학을 전공했다. 재학 중에 이미 극작을 시작했지만 본격적인 작품은 <인간의 생애>(1956)라는 라디오 드라마로 시작, 정부의 재정정책을 풍자한 <바빌론의 물>(1957), 무허가 건축을 둘러싼 가난한 사람들의 싸움을 다룬 <돼지처럼 살아라>(1959)를 로열 코트 극장에서 공연했다. 이어 그의 대표작으로 식민지 전쟁을 우화적으로 그린 <머스그레이브 상사의 춤>(1959)을 내놓았다.
그는 시와 산문을 대담하게 혼용시키며 브레히트와 같이 노래와 발라드를 구사했고(<돼지처럼 살아라>에서) 특수한 인간 상황을 놓고 (<머스그레이브 상사의 춤>) 일반적인 결론을 내리기를 꺼려했다. 그는 도덕과 사회문제에 전념하고 연극의 설교적인 역할을 거부함으로써 브레히트와 매우 일치했지만 한편 과거의 문학에서 창조적인 힘을 끌어내오고, 존슨의 '기질희극(氣質喜劇)'을 부활시켜 현존하는 연극 양식과 언어를 배척함으로써 연극을 풍요하게 하는 데 이바지했다. 가면을 사용한 희극 <행복한 피난처>(1960)와 사극으로 <암스트롱의 마지막 작별>(1964), 마그나 카르타를 소재로 한 <불완전한 자유>(1965), 그리고 텔레비전 드라마가 있다.